# Emergencia Malaya
La Emergencia malaya es el nombre que recibe el conflicto colonial en la Malasia británica que se libró en los años 1948-1960. Los opositores al Reino Unido, el Partido Comunista de Malasia (MCP), y su organización militar, el Ejército de Liberación Nacional Malayo (MNLA) la denominaron guerra de Liberación Nacional Antibritánica. El 17 de junio de 1948, Reino Unido declaró el estado de emergencia en Malaya tras los ataques a plantaciones británicas, que a su vez fueron ataques de venganza por el asesinato de activistas de izquierda. El líder del MCP, Chin Peng, y sus aliados huyeron a las selvas y formaron el MNLA para librar una guerra de independencia contra el dominio colonial británico. Muchos combatientes del MNLA eran exmiembros del Ejército Antijaponés del Pueblo Malayo (MPAJA), un grupo guerrillero comunista que había sido entrenado, armado y financiado por los británicos para luchar contra el Imperio de Japón durante la Segunda Guerra Mundial. Los comunistas gozaron de un fuerte apoyo de la población de etnia china que vivía en la colonia, los tusán, la mayoría de los cuales vivía en la extrema pobreza, sufría persecución racial y tenían prohibido el voto. La creencia de los comunistas en la conciencia de clase, y la igualdad étnica y de género, inspiró a muchos indígenas y mujeres a unirse tanto al MNLA como a su red de suministro encubierta, Min Yuen.
Después de establecer una serie de bases en la jungla, el MNLA comenzó a asaltar las instalaciones militares y de la policía colonial británica. Las minas de estaño y las plantaciones de caucho fueron atacadas por el MNLA con el objetivo de dañar la economía colonial. Los británicos intentaron matar de hambre al MNLA utilizando políticas de tierra quemada mediante el racionamiento de alimentos, la matanza de ganado y la fumigación aérea con herbicidas, incluido el cancerígeno agente naranja. Las fuerzas británicas llevaron a cabo numerosos crímenes de guerra como asesinatos extrajudiciales de aldeanos desarmados, siendo el caso más infame la masacre de Batang Kali, a menudo referida como el Mỹ Lai de Gran Bretaña. Además, se promulgó el Plan Briggs por el cual se encarceló a cerca de cincuenta mil civiles en campos de internamiento denominados Aldeas nuevas. Además de la comunidad china, los indígenas Orang asli fueron especialmente reprimidos y discriminados.
La «emergencia» fue uno de los primeros acontecimientos violentos de la Guerra Fría y contemporánea de la guerra de Indochina que enfrentó a Francia con los guerrilleros del Vietminh. En la historia del Imperio británico, la guerra fue parte del proceso de la descolonización, que aconteció entre el otorgamiento de la independencia a la India en 1947 y a Israel en 1948 y el discurso «Viento de Cambio» del primer ministro Harold Macmillan. En 1957 los británicos emprendieron el proceso de desmantelar el gobierno colonial y establecer un Estado independiente, al permitir la formación de un gobierno presidido por Tunku Abdul Rahman.

## Orígenes y causas de la revuelta
El sistema de gobierno del Imperio británico en Malaca hasta 1948 se basó en un conjunto de reinos locales encabezados por sultanes, que gobernaban en sus territorios bajo patrocinio de la administración colonial. Sistemas similares existían en el golfo pérsico y África entonces, por ejemplo en los emiratos de Dubái y Catar. En 1895 los británicos ayudaron a cuatro estados grandes, Perak, Selangor, Negeri Sembilan, y Pahang, a formar la Federación de Estados Malayos. Al contrario de los demás estados de Malaca, Singapur estaba poblada por tusán, descendientes de chinos que se habían asentado en ella en la Edad Media e incluso antes. En la Segunda Guerra Mundial, Singapur y Malasia fueron ocupados por Japón entre los años 1941 y 1945; para combatir al Ejército Imperial Japonés, los Aliados fomentaron el surgimiento de bandas rebeldes indígenas en estos territorios, así como en otras colonias ocupadas por el enemigo. El mayor grupo en Malaca, el Ejército Antijaponés del Pueblo Malayo (MPAJA), lo mandaba el malayo-chino Chin Peng, y siguió el modelo del Partido Comunista de China de hostigar mediante tácticas de guerrilla a los ocupadores. El MPAJA desempeñó un papel crucial a la hora de dificultar la ocupación nipona en Malaca y colaboró intensamente con los miembros de los comandos británicos, como Freddie Spencer Chapman.
Como resultado de la guerra, las relaciones entre el Reino Unido y los pueblos de Malaca continuaron siendo buenas, al contrario de lo que sucedió en la Indochina francesa, el Reino de Grecia y el Mandato Británico de Palestina, en los que las autoridades se enzarzaron en conflictos guerrilleros con las organizaciones con las que habían cooperado durante la guerra. Otro factor que parecía indicar que no habría revueltas en la colonia era que los nobles malayos no mostraban interés en gobernar sus territorios con total independencia. Sin embargo, las autoridades británicas pasaron por alto algo, especialmente en Singapur: el factor étnico.

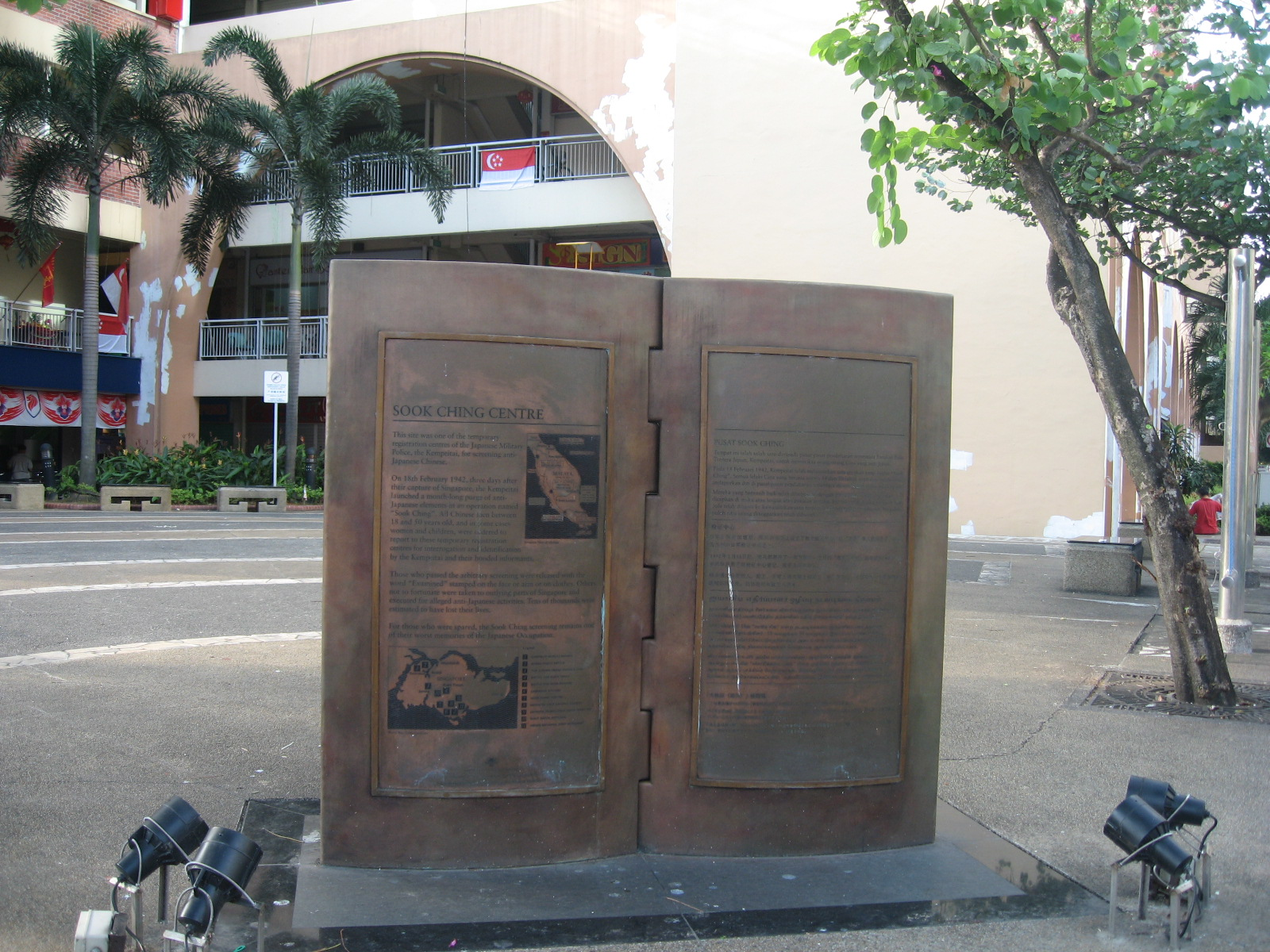
Un monumento en recuerdo del Sook Ching

La ocupación de Singapur por Japón creó situaciones diferentes para los chinos y los demás malayos, debido a la amenaza que los primeros representaban por su relación con el mayor enemigo de Japón antes de 1941, la República de China. Uno de los crímenes de ese período, la matanza Sook Ching (un término cantonés para la «purgación mediante limpieza»), costó la vida de millares de chinos singapureses, entre veinticinco y cincuenta mil según fuentes imparciales. Las acciones del espionaje militar japonés en Malaca, el kenpeitai, se centraron más en eliminar la amenaza china en la zona que en oprimir a los demás malayos. Ese fue un factor que contribuyó a que, en relación con otros sectores de la población, el apoyo chino a la resistencia antijaponesa fuese el principal.

### Posguerra
Con la derrota de Japón la situación en Malaca retornó al estado previo a la guerra; el Reino Unido conservó el sistema de clases sociales para mantener la capacidad económica del país en el imperio. Malaca era muy importante como una fuente de árboles de ficus para goma y minas de estaño; los colonos británicos en las Colonias del Estrecho (British Straits Settlements en inglés) (BSS), estaban vinculados a ambos sectores, y la importancia estratégica de Singapur y otros puertos navales eran considerados de alto valor por Londres.
Al mismo tiempo la población de chinos en el BSS, una entidad que incluía Singapur, Malaca, Penang y Dinding, era más abundante que en otras partes de Malaca, especialmente en Singapur, donde ya en 1901 los chinos puros (no incluyendo a los mestizos) suponían el 89 por ciento de la población de la ciudad. Muchos de los chinos eran culíes, un término despectivo inglés para obreros manuales pobres que migraron a Singapur desde China a fines del siglo XIX o principios del siguiente y siguieron pese a ello sumidos en la pobreza. En muchos aspectos, la situación en Singapur era muy similar a la de Hong Kong en el mismo periodo: los chinos pobres no tenían muchas posibilidades de avanzar en la sociedad colonial; carecían del derecho al voto en las elecciones, no podían tener fincas, y realizaban los trabajos peor remunerados. En ambos casos, la minoría comunista que agitaba contra el Reino Unido, intentó aprovechar a los chinos para llegar al poder.

## Comienzo de la emergencia
Para preparar a sus seguidores, Chin Peng no necesitó realizar cambios en su organización, el MPAJA dio lugar al Ejército Malayo de Liberación Nacional (MNLA) en los años 1945-48, pero manteniendo los mismos campamentos y guaridas de la guerra anterior. Se tomó como referencia los sucesos de las Filipinas, donde los guerreros de Hukbalahap, antiguos aliados de EE. UU., hicieron una insurrección contra el presidente del país recientemente independiente, Manuel Roxas y sus sucesores, y en Indochina Francesa donde los Vietminh causaron muchos daños contra las fuerzas coloniales.
El plan del MCP fue centrado en reducir la capacidad económica del país, asaltando a granjas de goma y minas de estaño. De los 3 millones de chinos malayos, hay estimaciones que 500 000 fueron simpatizantes del MCP, o participaron en la red Min Yuen de suministros. Otras personas de la Min Yuen realizaron funciones de inteligencia, eligiendo blancos para ataques.
La sección militar del MCP, el MNLA, utilizó en su infraestructura bien establecida campamentos y guaridas en la selva tropical de la península, y reclutó además a malayos, indios, y miembros de otros grupos de Malaca. La organización fue dividida por regiones y regimientos, que fueron cabezados por comisarios, profesores, y una policía interna. Los reclutas fueron adoctrinados en el marxismo-leninismo y publicaron periódicos en sus zonas de actividad. Para limitar los efectos del MNLA sobre las vidas de campesinos, los comisarios tuvieron la autoridad de aprobar o negar relaciones sexuales entre guerrilleros y civiles. Un fracaso importante del MCP fue en su aspiración de controlar zonas limpias de influencia estatal. En el curso del conflicto, los guerrilleros descubrieron que los británicos no sólo tomaron exitosamente las áreas rurales de Malaca, sino que trajeron poco a poco cantidades mayores de tropas y policías, una ventaja con que el MCP no pudo competir. A diferencia de la Guerra en Indochina, los campamentos del MCP estaban lejos de los centros de reclutamiento, y fueron pocos los malayos indígenas de las zonas de guerra que estuvieron dispuestos a ayudar a un grupo encabezado por chinos.

## La respuesta
El arquitecto de la política anticomunista en la guerra fue Gral. Sir Harold Briggs. Hasta la introducción de sus tácticas, las fuerzas del gobierno se concentraron en proteger las minas y granjas de los ataques del MNLA. Briggs señaló que la fortaleza del otro lado era en su capacidad de recibir suministros e información de sus partidarios, la Min Yuen. Como resultado de eso, el Gral. Briggs articuló el Plan Briggs ". 

### Traslado de los campesinos
La parte más importante del Plan Briggs fue basado en la segunda guerra bóer, en que la población civil fue trasladada a asentamientos nuevos, equipados con reflectores, torres de vigilancia, y alambre de púas. En Malaca, la política fue exitosa, y 500.000 personas fueron trasladadas de sus pueblos tradicionales a hogares nuevos y bien construidos. Con la pérdida de sus fuentes de suministro, las escuadras de MNLA debieron buscarlos en otros lugares.

## Efecto de Corea
En el 25 de junio de 1950 Corea del Norte cruzó el Paralelo 38° e invadió a Corea del Sur, empezando la guerra de Corea. Debido a sus compromisos con la OTAN, Reino Unido envió 38.000 soldados a la península coreana. Australia envió diecisiete mil soldados más. El pronóstico del Gral. Briggs de que la ubicación de muchos soldados en Malaca resultaría en un debilitamiento de las fuerzas británicas en general fue confirmado. Al principio de la Emergencia, trece batallones actuaban en Malaca, de ellos siete eran de Gurkhas nepaléses, tres británicos, dos del Real Regimiento Malayo, y uno de artillería. Para aumentar sus fuerzas, el Reino Unido trajo unidades como los Real Marines y los Rifles Africanos del Rey, y reformó el Special Air Service para perseguir el enemigo en la selva espesa de la península malaya.
El gobierno se enfocó también en ganar las corazones y mentes de los campesinos en Malaca, y hasta 1950 los guerrilleros tuvieron que retroceder aún más al interior de la jungla; la pérdida de sus fuentes de aprovisionamiento obligó a la insurgencia a obtenerlos mediante la extorsión a grupos indígenas tribales  como los Semang. Mientras el MNLA usualmente liquidaba a sus prisioneros, los rebeldes cautivos fueron a menudo convertidos en exploradores de avanzada para los británicos.

### Vencer los llamados de Chin Peng
En la administración de Malaca se creó un Servicio de Informaciones de la Emergencia (EIS), y uno de sus oficiales fue C. C. Too, un chino malayo. Él encabezó la Sección de Guerra Psicológica en 1955, y comenzó una campaña de derrotar los comunistas través la información y desinformación. Con libretas distribuidas en el aire y aviones equipados con altoparlantes, el servicio de C.C. Too consiguió en desmoralizar al enemigo. También tuvo la ventaja de haber conocido a los líderes, durante la guerra, del MPAJA, incluso a Chin Peng.

## Terminando la violencia
En el 6 de octubre de 1951 el alto comisario de Malaca, sir Henry Gurney, fue asesinado por el MNLA. Al contrario de las predicciones rebeldes, el asesinato no llamó a las voluntades a unirse a su movimiento; ya que muchos malayos sintieron que la amenaza hacia ellos mismos aumentaría con retaliaciones tras el crimen. El MNLA intentó adaptarse al Plan Briggs con sus "Resoluciones de Octubre". Pero el sucesor de Gurney, teniente gral. Gerald Templer, hizo otros cambios, como la concesión del voto a los chinos y el crecimiento del ejército malayo. Declaró que las acciones del MCP eran el estorbo más serio para la independencia del país. Así mismo, también premió a civiles que colaboraran en la ubicación de guerrilleros. 
En el 8 de septiembre de 1955 el gobierno del primer ministro Tunku Abdul Rahman declaró una amnistía a los comunistas que se rindieran, con el gobierno de Singapur haciendo concesiones similares. Los términos de la amnistía fueron:
- Que los rebeldes que se rindieran no fueran perseguidos por sus acciones previas a la amnistía.
- Los rebeldes podrían rendirse a cualquier funcionario civil o militar.
- Los prisioneros serían investigados para verificar que serían leales al gobierno. Se permitiría, a los que quisieran, el trasladarse a China.[19]

El gobierno se esforzó en publicar la amnistía y convencer a los comunistas rendirse empleando la Min Yuen. En muchos lugares el pueblo aprobó estos edictos e hizo manifestaciones en favor de la rendición de los guerrilleros. Pero solo un puñado de los blancos de la campaña respondieron. Chin Peng había pronosticado la estrategia de los británicos, y como respuesta apretó los tornillos en sus propios seguidores titubeantes. Voces en favor de negociaciones con el MCP, para recibirlo en el proceso político no violento aumentaron, y Tunku Abdul Rahman recibió peticiones del Partido Laborista y de su propio grupo, la Alianza, compuesta por la Asociación Malasio China (MCA) y la Organización Unida Nacional de Malayos (UMNO).

### Negociaciones en Baling
Chin Peng sintió también la presión en su guarida selvática, y pidió un referendo para decidir el futuro de Malaca. En el 28 de diciembre de 1955 ambos lados se encontraron en la Escuela Inglesa Gubernamental en Baling. El MCP fue representado por Chin Peng, Rashid Maidin, el secretario general, y Chen Tien, el propagandista del movimiento. El gobierno mandó a Tunku, a Tan Cheng-Lock y el jefe ministro de Singapur David Saul Marshall, un abogado astuto. La ineficacia de las negociaciones causó un agravamiento del conflicto, así como la adición de tropas y aviones neozelandéses. 
Tunku canceló su oferta de amnistía el 8 de febrero de 1956, y declaró que estaría dispuesto a encontrarse de nuevo con Chin Peng o sus representantes sólo cuando se produjera la rendición total del MNLA. Pero entonces, el MCP se volcó a pedir negociaciones, en forma casi desesperada, sin respuesta del gobierno malayo; este se concentró en erradicar la insurgencia través una "guerra popular". En julio de 1957 el MCP entregó una petición más a Tunku, sólo semanas antes del otorgamiento oficial de la independencia a la Federación de Malaca, con dos puntos principales:
- Otorgar derechos iguales a los socios del MCP a los de cada ciudadano regular.
- Terminar la persecución de todos los miembros del MCP.

Tunku no desdeñó la oferta y la razón original de la insurgencia se perdió entonces con la partida de los últimos vestigios del dominio colonial. Tantas las minas y fincas rurales de colonialistas fueron traspasados a personas nativas de Malaca. En 1958 la resistencia del MNLA fue quebrada en los pantanos del área de Telok Anson, y el resto de la fuerza huyó a la frontera de Tailandia con Malaca.  

#### Declaración del término de la emergencia
En el 31 de julio de 1960 el gobierno de Malasia, aun encabezado por Tunku, finalizó el estado de emergencia. Chin Peng dejó de su guarida en Tailandia y se mudó a Pekín, donde continuó abogando en favor del comunismo en su patria y en todo el sureste de Asia. Las estadísticas de la guerra incluyeron 6.710 guerrilleros del MRLA asesinados, 1.287 prisioneros, 2.702 entregados, y otros 500 que se entregaron al cabo de la emergencia. De los tropas del gobierno 1.345 murieron como resultado del conflicto, así como 519 ciudadanos de la Mancomunidad. 
Las pérdidas civiles incluyeron 2.478 muertes y 810 desaparecidos.

## Efectos y lecciones de Malaca
La leyenda del éxito en Malaca es una fuente de orgullo en Reino Unido y Australia, y en años siguientes los dos aprovecharon las lecciones del conflicto para adquirir ventajas en situaciones similares, como la Revuelta de Dhofar (1962-1975) en Omán. Muchos críticos despectivos del esfuerzo estadounidense en la guerra de Vietnam citan el ejemplo de Malaca como una situación en que un gobierno occidental combatió el comunismo con menos tropas y mucho apoyo indígena. Pero hay diferencias cruciales entre ambos conflictos que son olvidadas:
- El MCP dependió de una minoría étnica de la población, y no consiguió convencer a malayos no chinos para unirse a su lucha. A diferencia, los Viet Cong en Vietnam fueron bien cubiertos por la población civil en su país. Con frecuencia ellos eran veteranos de la guerra de Indochina contra Francia y contaban con experiencia en lucha contra ejércitos convencionales.
- Vietnam tiene fronteras anchas con la República Popular China, Laos, y Camboya. Sus redes de suministro fueron fáciles de reconstruir cada vez que los americanos intentaron interrumpirlas. Al puerto marítimo de Hai Phong llegaban regularmente armas modernas de fabricación soviética. En Malaca, la acción del MCP fue limitada a las regiones rurales y selváticas del país, sin esperanza de recibir ayuda de aliados. China nunca dio armas o ayuda logística en forma organizada al MCP, y las costas del país fueron pobladas y patrulladas por partidos hostiles de su causa. La única frontera terrestre de Malaca es la de Tailandia, lugar con gran oposición gubernamental al comunismo.
- Los británicos ya tuvieron relaciones muy útiles con nobles y otras figuras de influencia en la sociedad malaya, tanto malayos y así como chinos malayos. En Vietnam los franceses atrajeron poca simpatía auténtica de vietnamitas, y usualmente fueron vistos como baluartes de corrupción. En su estela vinieron los americanos, que no lograron familiarizarse con las condiciones de Vietnam, y que apoyaron a menudo a figuras impopulares como líderes de Vietnam del Sur.
- La Emergencia fue una insurgencia totalmente guerrillera sin las amenazas de fuerzas convencionales como artillería y tanques. En Vietnam el conflicto tuvo tanto fases de guerrillas, así como de batallas entre fuerzas convencionales, en los años '70s.

### Malaca en la Sureste de Asia
En 1963 Sabah, Sarawak y Singapur se unieron con Malaca para formar Malasia. Singapur abandonó la federación el 9 de agosto de 1965. Las tensiones étnicas continuaron tras la guerra civil; en 1961 el Acta de Educación estableció el requisito de que todas las escuelas del país enseñaran en malayo, para establecer una identidad nacional en el país. Chinos e indios nativos de Malaca se opusieron a ello. La vecina sureña de Malasia, Indonesia, se opuso a la extensión del edicto malayo a la parte norteña de la isla de Borneo, y las dos guerrearon en la contienda indonesio-malasia (1962-1966). Eso no solo fue un conflicto entre naciones, sino también parte de la Guerra Fría, ya que el presidente de Indonesia, Sukarno, se hallaba vinculado al Bloque del Este. 
De 1967 hasta 1989 los seguidores de Chin Peng regresaron a Malasia y participaron en otra contienda, llamada la guerra de la Insurgencia Comunista en Malasia.